# Walther Tripps
Walther Tripps (* 9. Mai 1910; † 9. Juni 2005) war ein deutscher Sportler, der vor allem durch seine Erfolge als Leichtathlet bekannt wurde.

## Leben
Walther Tripps wurde 1935 mit den Leichtathleten der Stuttgarter Kickers Deutscher Vereinsmeister sowie württembergischer Meister über 400 Meter. Im gleichen Jahr stellte er am 6. Oktober in Stuttgart zusammen mit Peter Rößler, Erich Borchmeyer und Albert Sumser einen Weltrekord in der Schwedenstaffel auf. 1936 und auch 1937 wurde Tripps Deutscher Meister mit der 4-mal-400-Meter-Staffel der Kickers und gewann 1936 zudem Silber mit der 4-mal-100-Meter-Staffel.
Später war Tripps bei den Stuttgarter Kickers zunächst als Handballspieler und von 1947 bis 1953 auch als -trainer aktiv.
Tripps war Sportlehrer an einem Gymnasium in Stuttgart und Direktor der Sportakademie Stuttgart und Ludwigsburg.
Am 29. April 1978 wurde Tripps im Schloss in Ludwigsburg der Verdienstorden des Landes Baden-Württemberg verliehen.

## Trivia
Seit 1990 verleiht der Stadtverband für Sport e.V. Ludwigsburg jährlich den Walther-Tripps-Fairnesspreis an jugendliche Sportler, die sich neben ihren sportlichen Leistungen auch durch besonders faires Verhalten sowie die Einsatzbereitschaft für den eigenen Verein auszeichnen.